# كزافييه كونور
كزافييه كونور (بالإنجليزية: Xavier Francis Lockington Connor)‏ هو قاضي ومحامي أسترالي، ولد في 12 ديسمبر 1917، وتوفي في 27 ديسمبر 2005.